# 張学良
張 学良（ちょう がくりょう、チャン・シュエリャン、1901年6月3日〈光緒27年4月17日〉 - 2001年10月14日）は、中華民国の軍人・政治家。張作霖の長男で、張学銘・張学思の兄である。字は漢卿。軍人時代の最終階級は国民革命軍一級上将。

## 青年時代
1901年、張学良は当時満洲地方（現地名：遼寧省台安県）の馬賊であった張作霖の長男として台安県桑樹林子郷にて出生。母親（趙春桂）は不明な点が多く、張学良11歳の時に死去とされる。父・作霖に可愛がられ、大勢の家庭教師が付き高い教養を身につけた。16歳からは英会話も習得し、後に中国の軍閥の頭領としてはただ一人の英語の使い手となるがリットン調査団の一員であるドイツ人ハインリヒ・シュネーによると、「英語は少し話せるが、複雑な問題は交渉できなかったので必ず通訳を付けていた」という。14歳の時に最初の結婚をさせられ、15歳の時に第一子が誕生。
1919年3月、父の創設した軍幹部養成学校である東三省講武学堂の一期生として入学。当時の教官は郭松齢であった。若い頃から記憶力が良く、300名以上の学生の姓名、出身地、字を暗記していた。また、試験で一番を取った時、父親との関係で不正をしていると疑われたが、生徒の席同士を離してカンニングが出来ないようにしてから試験を行った結果、ようやく実力を認められたという。
20歳の時訪日したが、同年生まれで当時皇太子だった昭和天皇と容姿が似ていると周囲に驚かれたという。初めは人を救う医者になりたいと思っていたが、結局は人を殺す軍人になってしまったと後に述べている。

## 北洋政府

### 後継者への道
在学中の1919年12月、父の義弟である張作相の抜擢で東三省巡閲使署衛隊旅営長となり、第2団長を経て1920年3月、19歳で東三省講武学堂を卒業し、同年6月、混成第3旅旅長に任ぜられた。年末には陸軍少将に昇格。郭松齢の混成第8旅と訓練および運営を共有するが、軍事知識に乏しいため両旅とも実質的な運営は郭が取り仕切っていた。また、郭の提言で東三省講武学堂の拡充に努め、将兵の中でも特に秀でた者の選抜育成のため、軍官教育班・軍官教導団および軍士教導隊を設置。西安事変の時には陸軍一級上将になっていた。これは蔣介石に次ぐ中国の最高軍事指導者の地位である。
満洲の奉天軍閥、父・作霖と共に大日本帝国に協力的であった。1920年に安直戦争が勃発すると19歳の張学良は軍を率いて直隷派の救援に向かい、側近の郭松齢の補佐のもと、安徽派軍を大破し彼の名声は大いに上がった。その後、1922年の第一次奉直戦争では、郭とともに奮戦。しかし、練度が不足していた奉天派は大敗。秦皇島にて孫烈臣とともに和平交渉代表として出席（直隷派代表は王承斌）。父張作霖が東三省陸軍整理処を創設すると、保安司令部参謀長に任ぜられる。のち孫烈臣が総監を辞し、後任に姜登選がなると副監。
1924年の第二次奉直戦争でも呉佩孚の部隊を破るなど活躍し、奉天軍閥内で強い影響力を持つようになった。当時、奉天軍閥には2つの派閥があった。一つは楊宇霆ら日本陸軍士官学校に留学した古参の側近からなる派閥「士官派」であり、もう一つは張学良、郭松齢ら東三省講武学堂を卒業した若手の派閥「陸大派」である。両者は対日政策などをめぐり対立していた。そんな中、張作霖の親日的態度に不満を持った郭松齢が反旗を翻すと、張学良は郭の説得に赴き、郭が捕らわれてもなお寛大な処置を求めていた。やがて郭松齢が楊宇霆によって処刑され、その死体が晒されたと知ると、楊を激しく憎む。
なお1924年12月14日、天津を訪れた孫文と対面。
やがて北伐が本格化すると、1926年（民国15年）12月、奉天軍は半ば独立していた張宗昌の直魯聯軍のほか孫伝芳の五省聯軍、閻錫山の山西軍を取り込んで安国軍を名乗る。張学良は第3方面軍司令官に任ぜられ、名実共に張作霖に次ぐ実力者となった。
1927年（民国16年）2月、呉佩孚が北伐に対抗する力を失ったと見るや、張作霖は「援呉」を名目に張学良の安国軍第3方面軍を韓麟春第4方面軍とともに呉佩孚の最後の拠点だった河南省に出兵させる。しかし、そこでも士官派からの横槍が入った。黄河を渡河中、楊宇霆の指示で最後尾だった于珍の第10軍が急遽最前列に変更され、同じく士官派支持者だった交通部次長の常蔭槐により輜重兵や軍用車が優先的に配備されたのである。一方、非士官派の趙恩臻率いる第11軍はそのしわ寄せを食った。河南省入省後、呉佩孚を下野に追い込み、その残党の河南保衛軍（総司令：靳雲鶚、副司令：魏益三）を上蔡県に追い詰めて包囲し、開封を占領した。しかし、于珍は部隊を開封に集中させたまま周辺の防御を怠っていたことに加え、地元紳商の懐柔に腐心する余り軍の指揮をも怠り、靳の救援要請を受け入省した北伐軍に撃退されてしまった。惨敗を喫した張学良は奉天へと敗走した。

### 父の死と易幟

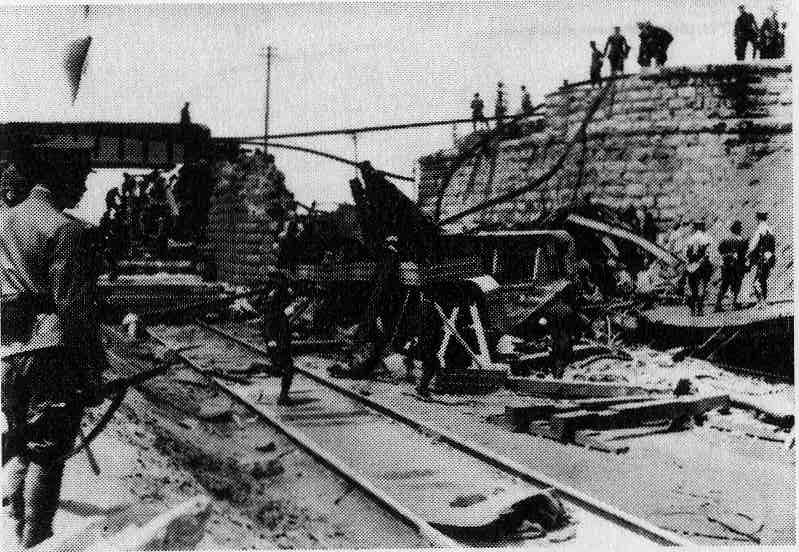
張作霖爆殺事件により破壊された車両

1928年6月4日、父・作霖が関東軍の河本大作による張作霖爆殺事件により死亡すると、張学良は側近達の支持を取り付け奉天軍閥を掌握し、亡父の支配地域・満洲を継承した。父が殺された日が張学良の誕生日であったため、それ以降彼は生涯にわたって誕生日を一ヶ月繰り上げて祝った。
当時、蔣介石率いる北伐軍が北京に駐留し奉天軍閥との間に緊張が走っていたが、易幟（青天白日旗を掲げ、国民政府への服属を表明すること）することを条件に満洲への軍事・政治への不干渉を認めさせ、独立状態を保つことに成功する。日本は林権助を派遣して張の翻意を試みたが失敗した。ただし張は日本との決定的な対立を避け、日本を軟化させた。またこの年、総理大臣への野心を持っていた床次竹二郎を支援するため、前奉天領事赤塚正助、代議士鶴岡和文を通じて50万元を床次に献金している。

## 国民政府

### 中東鉄路
1929年1月には、以前より対立していた楊宇霆ら旧臣たちを反逆者として処刑し権力と地位を不動のものとし、富国強兵策を採り軍事、金融、教育などの近代化を進めた。
彼は次第に自信を深め、同年7月にはソビエト連邦が保持していた中東鉄路を接収したことをきっかけに武力衝突を起こし大敗した（中ソ紛争）が、中原大戦では9月18日に蔣介石への支持を表明（通電擁蔣）、山海関に出兵し河北省、ついで北平を制圧。勢力を伸張し蔣介石に次ぐ実力者と目されるようになった。

### 満洲事変

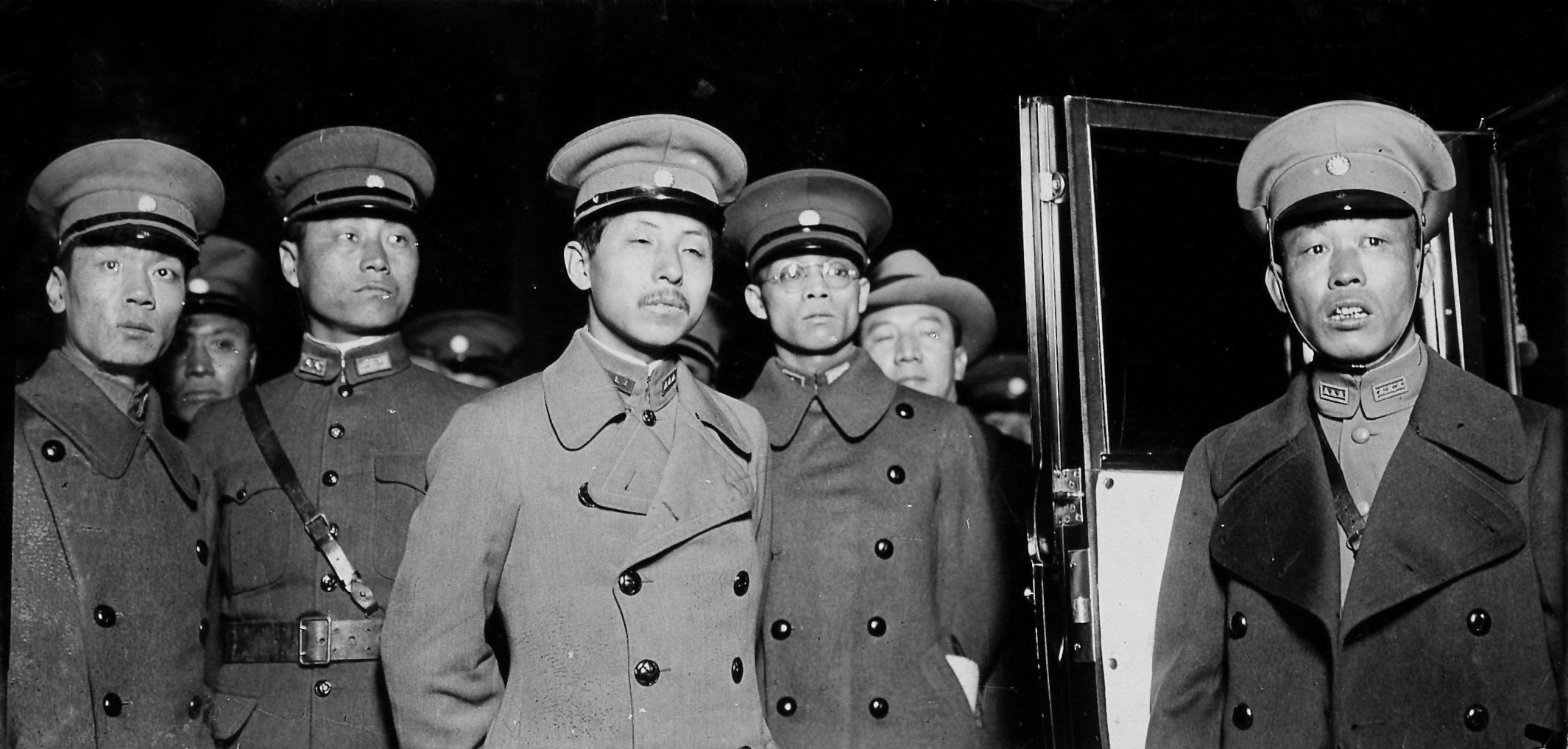
北平の陸海空軍副司令行営に到着直後の張学良（中央の人物、1931年4月18日）

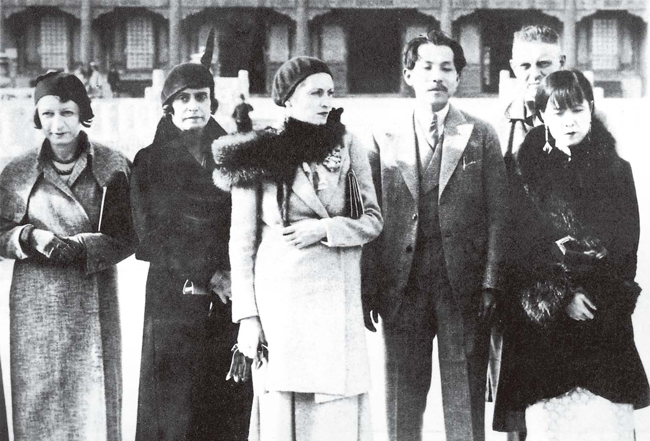
張学良夫妻とエッダ・ムッソリーニ（1931年2月、乾清門にて）

1931年に入ると満洲でも左派勢力に煽られた抗日運動が活発化し関東軍や在満邦人の強い反発をかっていた。関東軍が満洲への武力侵攻を決め、軍を続々と集結させているときはいつもの軍事演習だと思い、何の対策も取らなかったと言う。
満洲事変が勃発した時、彼は北平にいたが、日本軍侵攻の報告を受けると日本軍への不抵抗を指示した。応戦すれば日本の挑発に乗ることになると判断したことや平和解決を望んだということ、日本にとって国際的な非難を浴びるなど好ましくない結果をもたらすだろうと考えたと後に述べている。
日本と積極的に戦わず退いたこと自体は国民政府の方針通りであった。この時期蔣介石は下野していたが、蔣の意向も同じであった。これは国共内戦のため対日戦に兵を割く余裕が無かったことと、日本が全面戦争に踏み切るとは予期していなかったためである。ところが、日本は満洲全域を占領したため、抗戦を主張した汪兆銘は張を批判し、張は「不抵抗将軍」と内外で蔑まれた。
その後、アヘン中毒の治療もかねてヨーロッパを歴訪し、イタリアのムッソリーニやドイツのゲーリングに面会し、ファシズムの影響を受け、中国も強い指導者が必要と思うようになった。浅田次郎によれば、イタリアでの足跡は謎に包まれていたという。同行は正妻と3人の子、政治顧問、副官、通訳、ボディガードなどで趙一荻も同行し、ナビゲーターはムッソリーニの後継者とされたガレアッツォ・チャーノ公使とムッソリーニの長女エッダ・ムッソリーニの夫妻であり、エッダは張学良に夢中で恋人関係にもあったともされる。
関東軍の本庄繁は張学良と親交があった。事変後、奉天に残された張学良の財産を2両の貨車に積み、北京に逃れていた張のもとに送り届けた。しかし、張は「この荷物は受け取れません。本庄さんと私は親友でしたが、今では敵同士になってしまいました。こんな風にしてもらうのは、侮辱されているようなものです」と受け取りを断った。しかし、関東軍参謀だった片倉衷によると、張の送り返した荷物は関東軍の元にも戻らず、行方不明になったという。

### 抗日演説
張学良は以下のような抗日演説を行っていた。

### 西安事件・コミンテルン

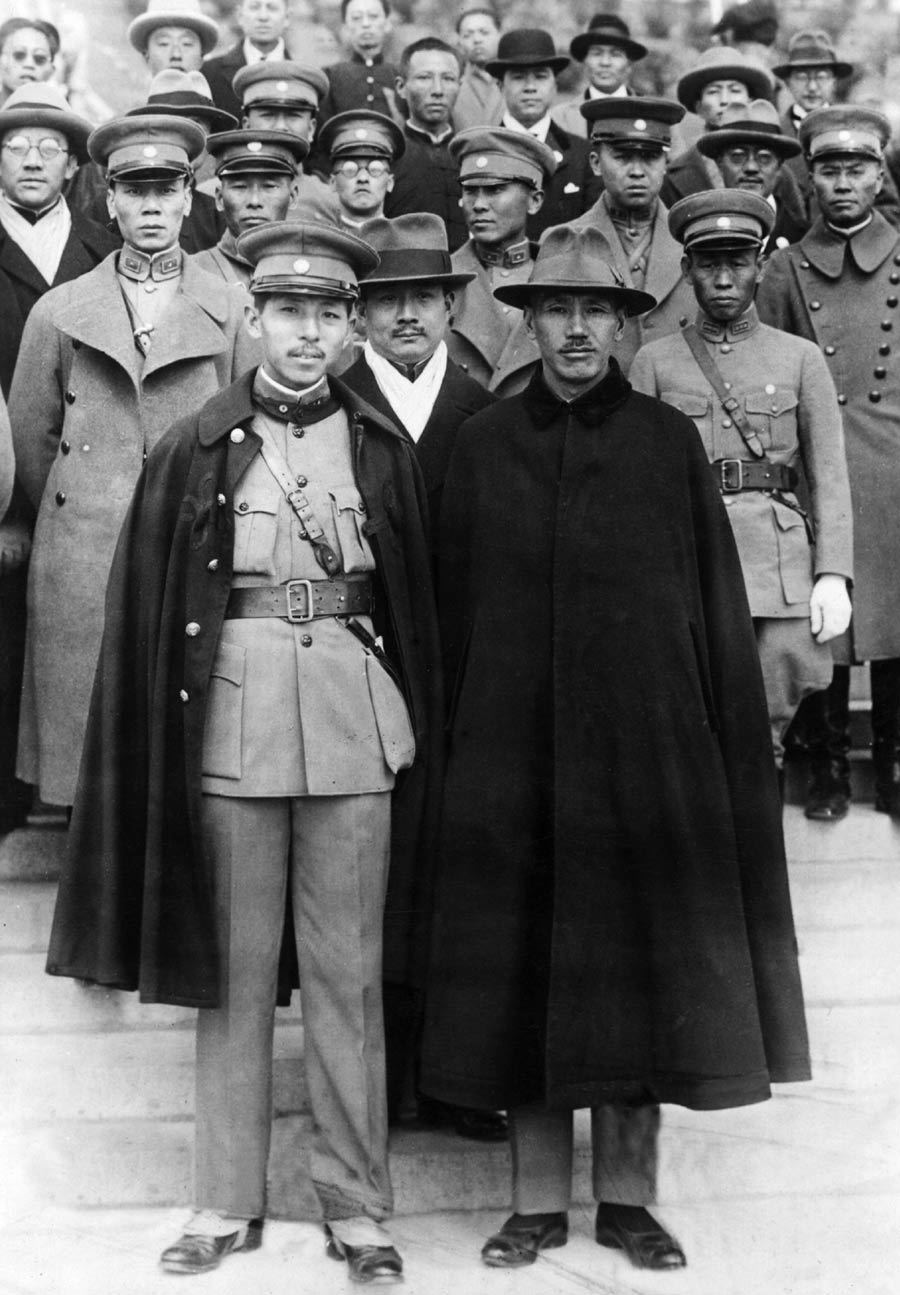
張学良と蔣介石（1930年11月）

1934年、張学良はヨーロッパから帰国すると豫鄂皖三省剿匪副司令に任命された。彼は河北省に残っていた旧奉天軍閥の残党を呼び寄せて軍を整えた。1935年、西安に駐留して9月から11月にかけて共産党の根拠地を攻撃した。当時、張学良は「中共は山賊にほかならない。やつらの大方のところは既に片付けた。残ったわずかな連中が小山賊団となってあちこちに散らばっているだけの事だ。」と吐き捨てるように語っていたが、戦力では勝っていたものの士気の高い紅軍に連敗し多くの将兵を失った。翌1936年1月1日、紅軍の捕虜となっていた107師619団団長の高福源上校が洛川の第67軍本部に引き渡された。高福源は第67軍軍長の王以哲とともに張学良の元に行き、共産党が抗日民族統一戦線を提案していることを伝えた。これに同調した張学良は、2月21日と3月3日に中共中央連絡局局長李克農と、4月9日には周恩来と極秘に会見し、9月下旬、両軍は「抗日救国協定」を結び停戦することになった。この時、既に対蔣介石クーデターの構想などが練られていたと言われる。
10月22日、蔣介石が張学良を督戦するために西安へやってきた。蔣介石は、「東北軍頼むに足らず」と知り、東北軍を福建に移し、代りに30万人の軍隊と100機の軍用機を集める計画を開始した。このことは、共産党鎮圧政策の強化にとどまらず、東北軍への懲罰、張学良への警告であった。12月4日、蔣介石は再び西安に赴き、共産党・紅軍絶滅の最終決戦態勢をととのえ、東北軍・西北軍を督戦するために、陳誠・衛立煌など多くの軍首脳を招集した。12月10日、蔣介石主導の会議で、張学良の現職を解任し、東北軍とともに福建に移動させることを決定。これによって、中央軍が主力となる。11日夜の蔣張会談の際も、蔣は張の提言を拒否する。12月12日、張学良と楊虎城は西安事件を起こして蔣介石を拘束し、第二次国共合作を認めさせた。12月14日、西北剿匪総司令部を解消し、自ら「抗日聯軍西北軍事委員会」主任を名乗る。
共産党員は、これまで非常に長い間、蔣に追われ、皆殺しの対象（周恩来の首は高額の賞金がかけられていた）になっていたが、西安事件の時は蔣介石の生殺与奪を握った。
しかし張学良は西安事件で蔣介石の日記を読み、彼が対日戦略のために臥薪嘗胆の計を取っていることを知り驚愕する。しかし、蔣介石がここで本心を公言すれば、それは、中国が臥薪嘗胆の計を取っており、ひそかに全面的な抗日の準備をしていると日本に教えるに等しく、その結果、日本の対中強硬派の本格的な中国侵略の開始を早める結果を招くのは明らかであるため、張学良にも教えられていなかった。

### 逮捕・軟禁
1936年12月23日にいったん和解が成立したが、2日後の12月25日に反逆罪により逮捕され南京に連行、宋子文公館に幽閉された。西安事件は蔣介石暗殺の危険性があった重大事件であり、国民党は張を軍法会議にかけることに異議はなく、傅斯年などは張を極刑に処すべしと主張していた。胡適は張にあてて電報を発している。胡適は、中国では全国的な指導者の出現が非常に困難であること、もし蔣介石に不幸があれば中国は20年あと戻りすることになるだろうという旨を述べたのち、こう言う。「まさに国難家仇を念い、懸崖で馬を勒すべし」。蔣介石を護送して南京へみずから来たうえで国民に謝罪せよ、張のこのたびの挙は“敵に抗する名目でその実自ら長城を破壊する”行いであり、張は“国家と民族の罪人”であると胡適は厳しい語気で張に警告している。しかし張は極刑もしくは国民党から永久除名にされず、12月31日、軍事委員会高等軍法会議（裁判長：李烈鈞、判事：鹿鍾麟、朱培徳）により懲役10年の刑を受けた。このように極刑にされなかったのは蔣介石の寛大さと張は述べている。しかし、同じく監禁された西北軍司令官の楊虎城将軍はのちに銃殺された。
1937年1月4日に特赦を受けたが、そのまま軟禁状態に置かれた。その後、日中戦争期間を通じて軟禁状態に置かれ続けた。
監視は憲兵や藍衣社系の諜報機関である軍事統計局（軍統）特務員によって行われた。裁判後は市内の孔祥熙公館に、次に奉化県雪竇山の「中国旅行社招待所」に軟禁された。しかし、招待所が10月に火事で焼失したため、段祺瑞の別荘として建てられた黄山の居士林と呼ばれる屋敷に移された。だが東北軍の一部が安徽省に駐留していたため、奪還を恐れた蔣介石の指示によりわずか2日で離れることとなり、南昌の宿で一泊したのち11月21日に萍郷の贛西飯店に移された。特務員や憲兵も客を装って両隣の部屋に居住する措置が取られたものの、流石に民間人の目につく恐れがあったため、29日に専員公署の近くにある武漢大学教授の肖君絳の邸宅で「絳園」と呼ばれる屋敷に移された。ここで1か月ほど過ごしたのち、1938年1月、湖南省郴州蘇仙嶺を経て3月に湘西沅陵の鳳凰山に移された。1939年11月下旬、日本軍が湖南省まで攻めてきたため、貴州省修文県陽明洞に移される。

### 戦後
1945年に第二次世界大戦に日本が敗北した後の国共内戦において、国民政府は中国共産党との内戦に敗れ、1949年に台湾に逃れたが、この際に張も共に移送され、清泉温泉（日本名:井上温泉）などの場所で50年以上も軟禁され続けた。1955年には、蔣介石の妻・宋美齢の勧めにより、キリスト教の洗礼を受けている。
1975年に蔣介石が亡くなった際、張は「関懐之慇　情同骨肉、政見之争　宛若仇讎（至れり尽せりのお世話は肉親のようだが、政見の争いとなれば仇敵になる）」という、彼への畏敬の念を込めた弔文を送った。蔣の死後、次第に行動の自由が許されるようになる。

### 軟禁解放後
1980年代後半には、李登輝によって戒厳令が解かれた中華民国の民主化を象徴する形で対外メディアとの接触が許され、事実上軟禁状態が解かれた。1981年に台湾の記者とインタビューを行い、中国の植民地化を追求するために明帝国と清帝国の歴史を研究したことと、クリスチャンに改宗したことで回想録を書くことを断念したと述べている。
1990年にはNHKの取材を受けたが「西安事件の真相については証言はできない」とする態度を崩さなかった。日本については「私は一生を日本によって台無しにされました」、「日本ははっきりと中国に謝罪すべきだ」と述べ、靖国神社問題については、「日本はなぜ東條のような人を靖国神社に祀っているのか。靖国神社に祀られる人は英雄である。戦犯を祀るのは彼らを英雄と認めたからなのか」と批判している。一方で「中国が日本より遅れているのは事実だから、中国を兄とは見なくても弟分と見て、その物資を用いるために力を貸してくれればよかった。しかし昔の日本は、中国を力で併合することしか頭になかった」とも主張している。
同時に青年期は阿片中毒であったとも語り、「父を殺され故郷を踏みにじられた怒りにより、禁断症状の苦しみを克服できた」と振返っている。
中華人民共和国から余生を送るよう丁重に招請されるが、これを拒絶している。その後、1991年に釈放され、アメリカのハワイ州ホノルル市へ移住した。
1994年の陸鏗のインタビューに対して、張は「（西安事件に関して）私がすべての責任を負っています。しかしまったく後悔はしていない」と断言したが、仔細についてはやはり語ることはなかった。張と個人的な交流があった李登輝も、「西安事件の真相を最後まで一言も語らなかった。口の堅い男だったな」と回想している。北京政府は張を台湾工作に利用することを画策していたが、張は拘禁を解かれる条件であった中国大陸に行かない約束を守り通し、誘いを断り続けた。
そのままホノルル市に隠棲し、2001年に死去。100歳没。

## 評価

### 中華民国
中華民国内では、張学良は満洲事変後も庇護した国民党に対して国共合作を認めさせるために蔣介石を脅迫して反共戦を頓挫させるとともに、国民党が取った対日戦略（安内攘外）を破綻させ、十分な対抗力がないまま日本軍と正面衝突したために計り知れない犠牲を強いられたと西安事件をみなす見解も強い。父の七光りで将軍になったに過ぎず、美女狩りや麻薬服用に余念のない放蕩息子にすぎないとの評価もある。張学良率いる東北軍は赤軍に敗北し、五個師団が壊滅、陝北での剿共戦では直羅鎮・楡林の戦闘で紅軍にも敗北、二個師団が壊滅しており、張が多くの戦闘で負け続けたことも指摘されており、そのため、1936年の西安事件が歴史的に張が脚光をあびた唯一の瞬間であったともとらえる向きもある。
当時、蔣介石は日中全面戦争を回避するために日本の要求を受け入れており、西安事件までは妥協的だった。国民政府は日本側からの要求である梅津・何応欽協定、土肥原・秦徳純協定を締結、さらに「治安維持緊急治罪法」を発布して抗日運動を厳しく抑圧し全国各界連合会の七人を「民国に危害を加えた」との罪名で逮捕した。また胡適も中国は日本と戦える状態ではないと指摘し、「戦えば必ず大敗するが、和すればすなわち大乱に至るとはかぎらない」かゆえに「停戦謀和」すべしと唱え、「日本が華北から撤退し停戦に応じるのであれば、中国としては満洲国を承認してもよい」と主張していた。また、蔣は満洲国周辺に「冀察政務委員会」と言う国民党政権で有りながらも日本人顧問が採用されている緩衝地帯を作り日本と妥協し、盧溝橋事件の際に宋哲元・張自忠・秦徳純は人脈を生かして現地解決を努めていた。
盧溝橋事件の際に現地軍が妥協し、日本政府も中国に停戦協定に中国軍幹部の陳謝と更迭を要求し、支那駐屯軍の橋本群は7月20日には内地軍派兵に反対意見を起草し、「29軍（宗哲元軍）は全面的に支那駐屯軍の要求を容れ、逐次実行に移しつつあり」と打電するなど、日本は中国に対し一貫して武力行使を行おうとしていなかった。また当時、米英ソの三ヶ国は日本軍の中国侵略に対しては傍観しており、中国は孤立していた。シカゴ大学の歴史学博士許倬念も「中国の抗日開始は早すぎた。もしもう五年遅ければ状況はまったくことなっていたはずだ」と述べている。
このような見方からすると張学良は罪人であり、中国共産党を生き延びさせたきっかけをつくり、結果的に国民党が中国大陸から追放された原因をつくった人ともみなされている。胡適は「西安事変がなければ共産党はほどなく消滅していたであろう。（中略）西安事変が我々の国家に与えた損失は取り返しのつかないものだった」と述べている。ただし、後に制定された双十協定には「中国共産党は、蔣介石主席と南京国民政府が中国の合法的な指導者の地位にあることを承認する」という内容が含まれており、共産党側は8つの解放区（共産党が支配する地区）の解消・軍隊の削減など大きく譲歩し、さらに蔣介石自身も最大の援助国アメリカの内戦回避の意向を無視して内戦を起こしたことで、アメリカは中国の経済援助政策を打ち切って中国から撤退したため、必ずしも張学良だけの責任とは言えない。

### 中華人民共和国

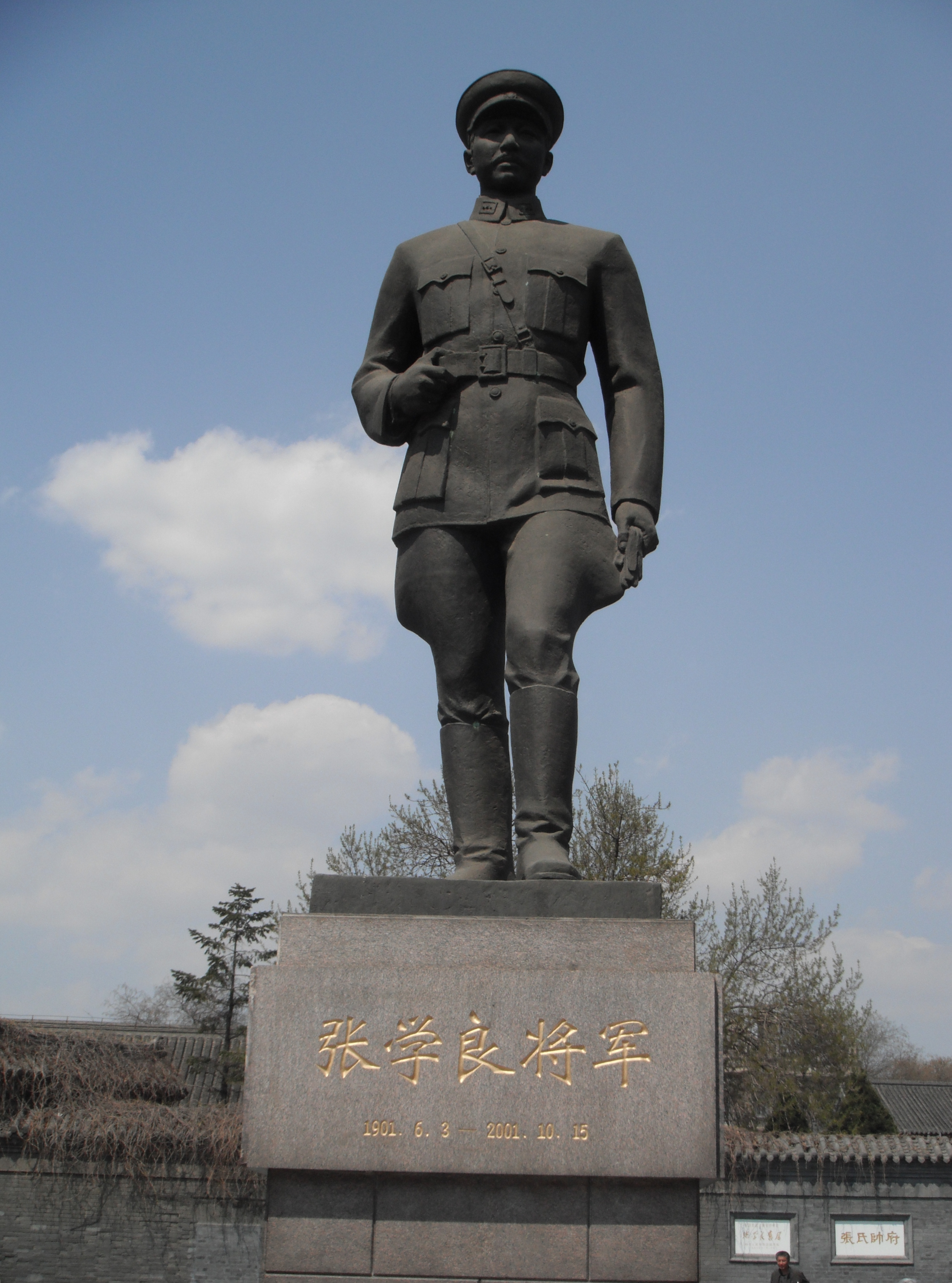
張学良像

中華人民共和国内では、張学良は「第二次国共合作」の立役者であり、抗日統一戦線結成のきっかけを作ったことから、非常に高く評価されており、「千古の功臣」「民族の英雄」と呼ばれ、彼を主人公とする映画が作られたりもしている。
共産党からすれば、西安事変によって国共両勢力が統一し日本軍と戦ったが、むしろ蔣介石に追い詰められていた窮境から脱出できたことが大きく、張学良は逆境にあった中国共産党の救い主という面も指摘されている。
2001年の張学良の死去の際に中国共産党の江沢民総書記は、遺族への弔電で張学良を「偉大な愛国者」「中華民族の永遠の功臣」であるとし、「65年前の民族滅亡の危機に際して、楊虎城将軍と共に愛国精神、抗日と民族滅亡阻止の大義を掲げ、西安事変を発動し、旧日本軍に対して中国共産党との共同抗戦を訴えた。更に10年にわたる内戦を終結させ、第2次国共合作を促し、全民族の抗戦に歴史的貢献をした」と記した。

## 年譜
- 1916年 - 奉天基督教青年会加入
- 1919年12月 - 東三省巡閲使署衛隊旅（旅長：張作相）営長、第2団長
- 1920年
  - 3月 - 東三省講武学堂を卒業
  - 6月 - 東三省巡閲使署衛隊旅長
  - 11月 - 少将[5]
- 1922年4月 - 鎮威軍東路第二梯隊司令、第一次奉直戦争参加
  - 6月17日 - 孫烈臣とともに和平談判奉天派代表として参加
  - 7月3日 - 東三省陸軍整理処保安司令部参謀長
  - 11月9日 - 兼任副監
- 1923年9月 - 東北航空処総弁および航空学校校長（22年とも[27]）
- 1924年
  - 4月 - 27師長[28]
  - 9月 - 第3軍軍長、第二次奉直戦争参加[29]
- 1925年
  - 4月 - 中将
  - 10月 - 鎮威軍第3軍団軍団長[7]
- 1926年8月19日 - 北京政府より良威将軍に任ぜられ、上将となる
- 1928年8月 - 東北大学三代目校長
- 1930年6月 - 国民政府より中華民国陸海空軍副司令に任ぜられる
  - 10月9日 - 瀋陽にて副司令就任式[30]
- 1931年
  - 3月 - 国民党東北党務指導委員会主任委員[31]
  - 4月18日 - 北平の中華民国陸海空軍副司令行営に着任
  - 5月 - 国民会議主席団員、同月末傷寒病のため北京協和医院に入院[32]
  - 12月 - 北平綏靖公署主任[33]
- 1932年11月 - 軍事委員会北平分会委員長代理
- 1933年
  - 2月11日 - 北平軍事整理委員会理事長[34]
- 1934年
  - 1月8日 - 上海到着
  - 2月7日 - 豫鄂皖三省剿匪副司令（～35年1月[35]）
- 1935年
  - 3月1日 - 武昌行営主任[36]
  - 4月 - 国民革命軍一級上将
  - 10月 - 西北剿匪総司令部副総司令
  - 12月14日 - 抗日聯軍西北軍事委員会主任